# V10发动机

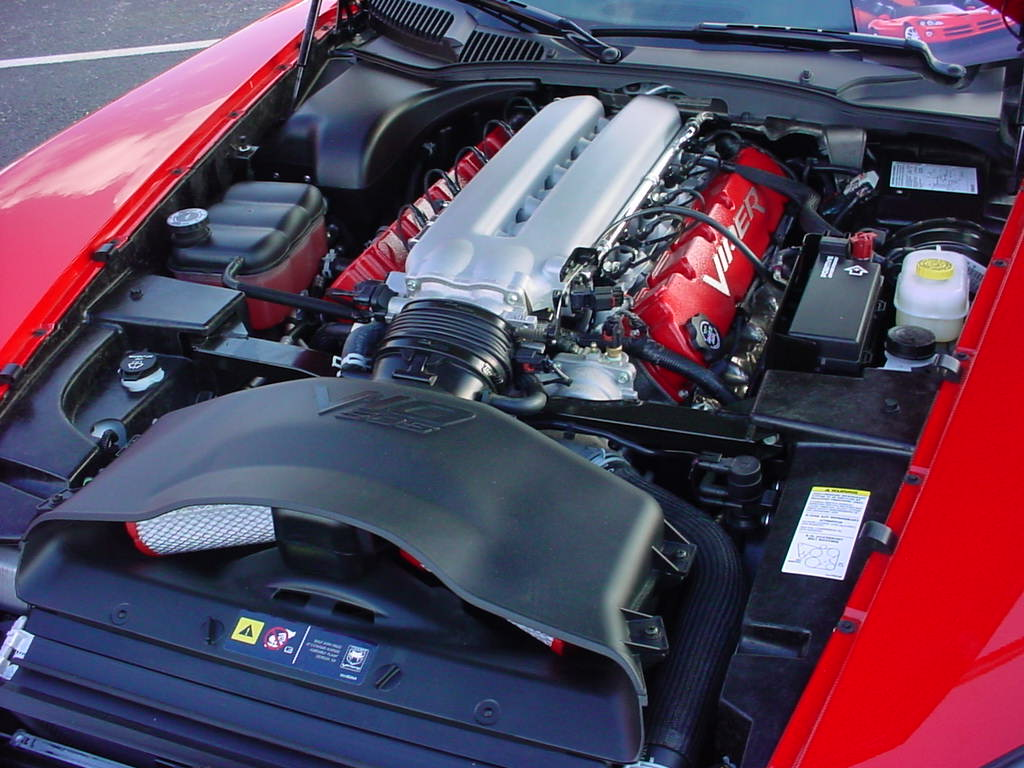
道奇毒蛇发动机

V10发动机是一种汽缸围绕曲轴以V形排列的，拥有10个汽缸的活塞式发动机。
V10发动机不如V8和V12发动机常见。从1965年开始，逐渐出现了几款V10柴油发动机，德國以及日本商用車輛製造商都有生產V10自然進氣柴油发动机，直到2000年代因為廢氣排放規例收緊而被直6渦輪增壓柴油发动机取代為止。一級方程式賽車於1989年首度出現V10发动机，1996—2005年賽例規定只能使用3.0 V10自然進氣发动机。1991年，随着道奇毒蛇的发布，用于乘用车的V10汽油发动机才首次量产。

## 设计
按照V10形式排列的汽缸无法达到完美的发动机平衡，因此，V10发动机有时会利用平衡轴来减少发动机的振动。 

## 搭載車款
- 奥迪RS6
- 奧迪R8
- 道奇公羊皮卡（英语：Ram Pickup）
- 道奇蝰蛇
- 五十鈴Giga
- 凌志LFA
- 迈凯伦Solus GT（英语：McLaren Solus GT）
- 保時捷Carrera GT